# 会津若松ラジオ中継局

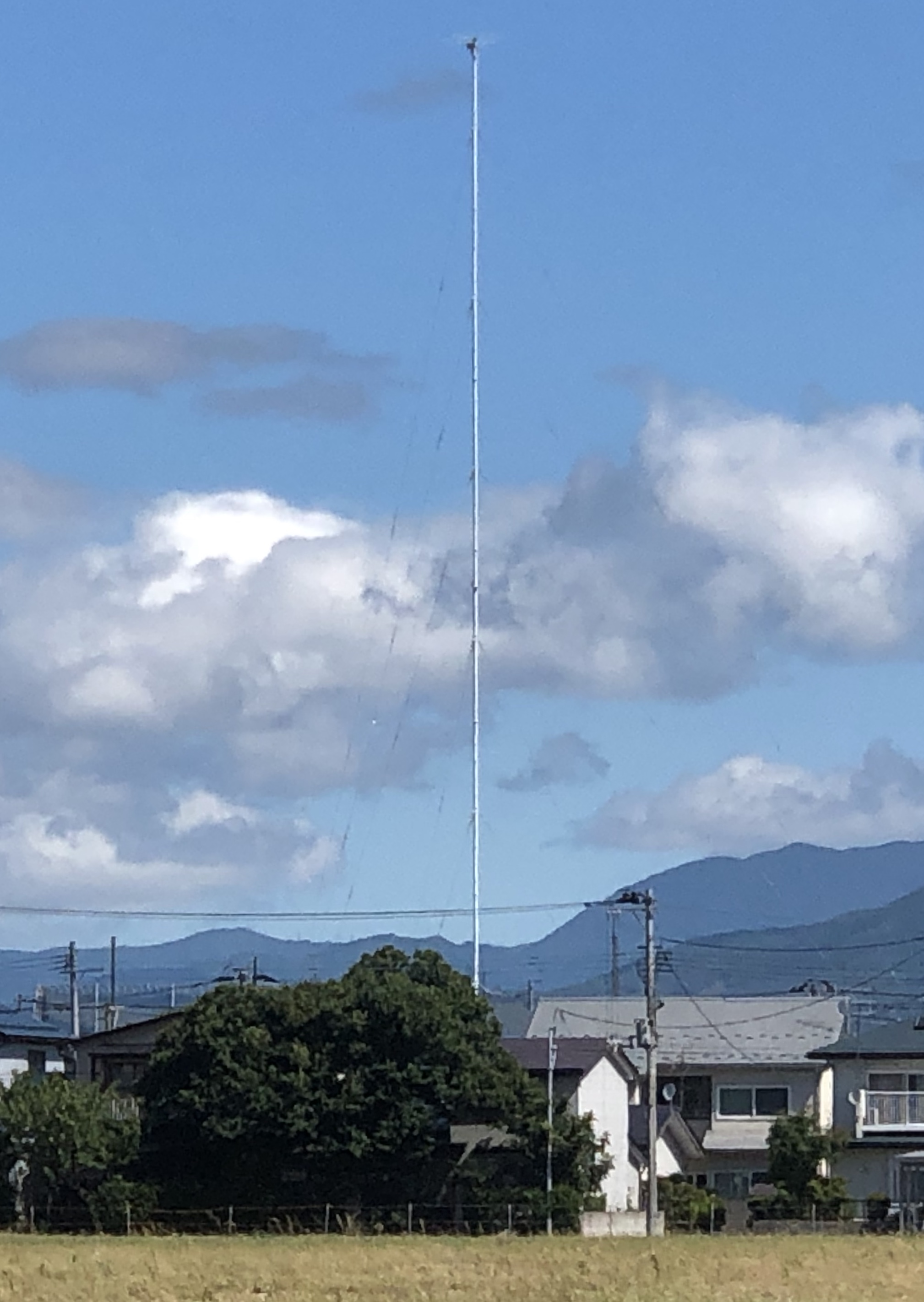
NHK会津若松ラジオ中継局

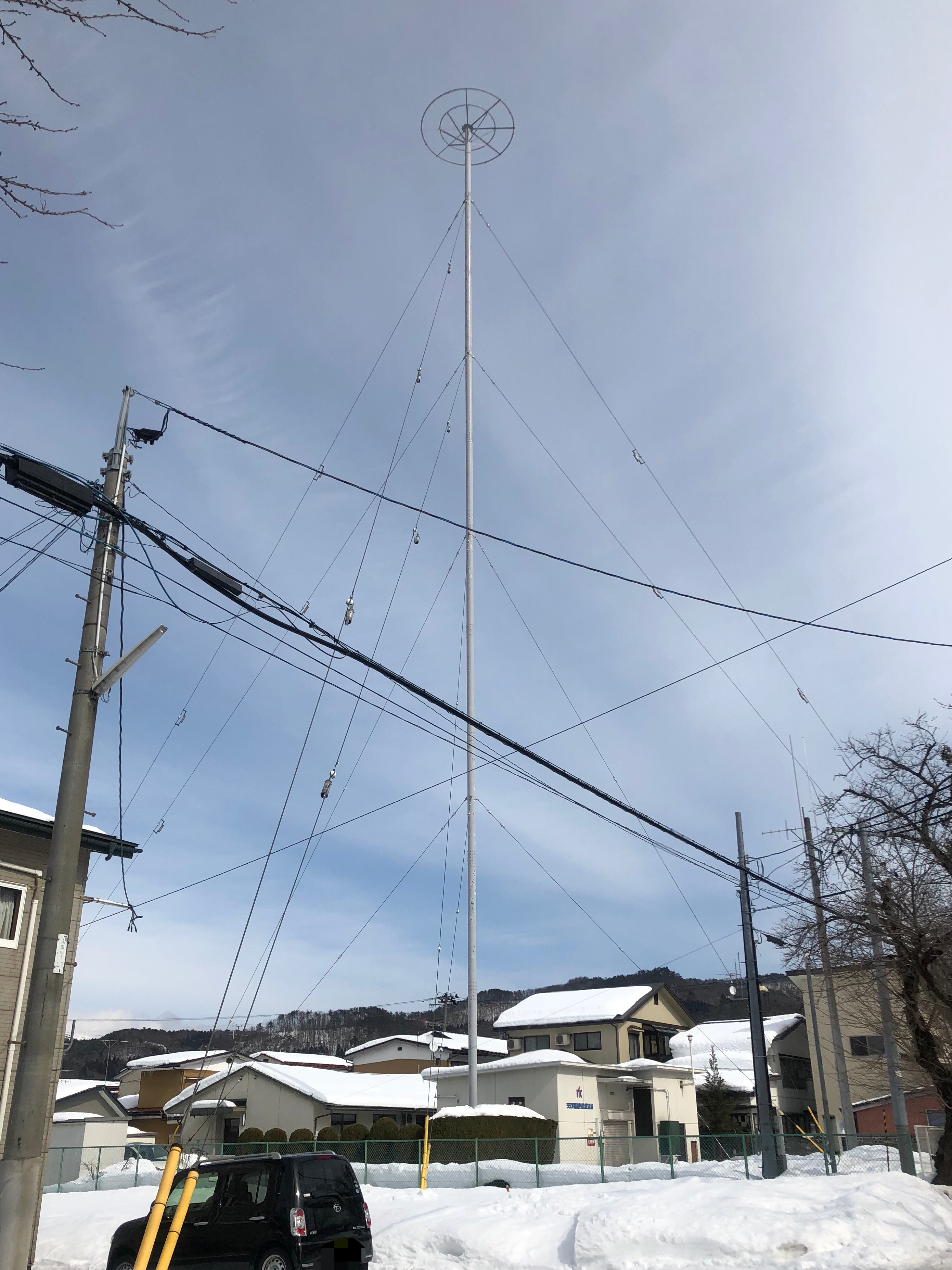
ラジオ福島若松送信所

会津若松ラジオ中継局（あいづわかまつラジオちゅうけいきょく）は、福島県会津若松市に置かれているAMラジオ中継局である。
NHK福島放送局のラジオ第1・ラジオ第2放送およびrfc（ラジオ福島）の中継局が置局され、会津盆地の比較的広い範囲に電波を送信している。

## 送信施設概要
正式な送信施設名は、NHKが「会津若松ラジオ中継放送所」、rfcが「若松放送局」である。かつてはNHKにも呼出符号（コールサイン）が付与されており、ラジオ第1がJOHT、ラジオ第2がJOHYであったが、いずれも1967年11月1日に廃止された。
NHKの中継局は、もともとはNHK郡山放送局の中継局であったが 、1988年に郡山局が支局に格下げされた際、福島局管轄となった。
rfc（ラジオ福島）は1992年3月に行われた周波数変更（1062kHz→1395kHz）と同時に出力をNHKより増力（100W→1kW）したが、送信所のある会津盆地と会津地方南西部(田島、只見、西会津など)の間に比較的標高の高い山地が連なっており、地表波の減衰が著しいことに加え、夜間は電離層反射により他地域の同一周波数の放送局が混信し、AMの電波特性上放送内容が重なって聞こえてしまうことから、上記地域では聴取しづらい場合がある。
なお、該当地域には、在福島のAM放送局ではNHKのみが中継局を設置している。
| 放送局名         | コールサイン  | 周波数        | 空中線電力    | 放送対象地域  | 放送区域内世帯数 | 中継局置局住所               | 開局日                    |
| NHK福島放送局    | NHK福島放送局 | NHK福島放送局 | NHK福島放送局 | NHK福島放送局 | NHK福島放送局    | NHK福島放送局                | NHK福島放送局             |
| ---------------- | ------------- | ------------- | ------------- | ------------- | ---------------- | ---------------------------- | ------------------------- |
| NHK福島ラジオ第1 | なし          | 1161kHz       | 100W          | 福島県        | 約8万世帯        | 会津若松市宮町8番地          | 1942年（昭和17年）5月31日 |
| NHK福島ラジオ第2 | なし          | 1539kHz       | 100W          | 全国放送      | 約8万世帯        | 会津若松市宮町8番地          | 1953年（昭和28年）3月29日 |
| rfcラジオ福島    |               |               |               |               |                  |                              |                           |
| rfcラジオ福島    | JOWE          | 1395kHz       | 1kW           | 福島県        | 約8万世帯        | 会津若松市花見ヶ丘1丁目8番地 | 1953年（昭和28年）12月1日 |